# John Smith (filosofo)
John Smith (Achurch, 1618 – Cambridge, 7 agosto 1652) è stato un filosofo e teologo inglese.

## Biografia
Allievo di Whichcote, fu un esponente della Scuola platonica di Cambridge, il cui scopo principale era combattere le dottrine di Hobbes, tacciate di ateismo. Era entrato nell'Emmanuel College di Cambridge nel 1636, dove ottenne il Bachelor of Arts nel 1640 e il Master of Arts nel 1644, e fu scelto a membro del Queen's College di Cambridge.
Il suo stato di salute doveva essere precario fin dall'infanzia e i suoi scritti si limitarono all'impegno didattico, per il quale mostrò preparazione e dedizione, come dimostrano i Discourses del 1660. Smith fu apprezzato anche come docente di matematica.

## Pensiero
Il suo principale contributo come membro del circolo neo-platonico di Cambridge consiste nella creazione e sviluppo di una filosofia cristiana basata sul tema dell'esistenza di Dio, dell'immortalità dell'anima e del "desiderio naturale di Dio".
Postulate le idee come innate nell'uomo, Smith deduce che il corpo non abbia alcuna funzione nella conoscenza e pertanto legittima l'esistenza di un'anima immortale e indipendente dal corpo stesso. Da Ficino Smith riprende la teoria della conoscenza di Dio, che origina dallo stesso rapporto tra l'uomo e Dio: la fondazione del "desiderio naturale di Dio" è costituita dall'amore di Dio, amore che sta a fondamento dell'esistenza del finito e conseguenzialmente a fondamento dello stesso "desiderio di Dio", considerato il ritorno del finito alla propria origine. Il "desiderio di Dio" ha una natura principalmente dualistica: psicologica, poiché parte di una dimensione prettamente umana, e ontologica, poiché costituisce l'essere umano in quanto tale.
Smith individua nel rapporto tra ragione e fede la coincidenza tra razionalità e libertà, concependo quest'ultima come realizzazione della razionalità.

## Opere
- Select Discourses, 1659-1660

## Fonti
- Sarah Hutton, Cambridge Platonists, Stanford Encyclopedia of Philosophy